# Arrhopalites bimus
Arrhopalites bimus är en urinsektsart som beskrevs av Christiansen 1966. Arrhopalites bimus ingår i släktet Arrhopalites och familjen Arrhopalitidae. Inga underarter finns listade i Catalogue of Life.